# Bataille d'Es Sinn
Première Guerre mondiale
La bataille d'Es Sinn est un engagement militaire de la Première Guerre mondiale entre les forces anglo-indiennes et ottomanes. Elle a lieu le 28 septembre 1915, lors de la campagne de Mésopotamie. Les belligérants se battent pour le contrôle du cours inférieur du Tigre et de l'Euphrate, qui se trouve dans l'actuel Irak. Les gouvernements britannique et indien évaluent également dans cette bataille l'ampleur des forces ottomanes afin de déterminer si une nouvelle avancée pour prendre la ville de Bagdad était possible. Les forces anglo-indiennes sont sous le commandement du major-général Charles Townshend, alors que les forces ottomanes  sont menées par le colonel Noureddin.